# Forças Armadas Angolanas
As Forças Armadas Angolanas (FAA) constituem as forças armadas nacionais da República de Angola. São a estrutura do Estado que tem como missão fundamental garantir a defesa militar do país. É, ainda, a designação dada aos vários ramos da instituição militar de Angola. A sua estrutura constitucional, nos moldes vigentes na atualidade, remonta a 9 de outubro de 1991, tempo cronológico em que foram fundadas. Estão sob a supervisão do Ministério da Defesa Nacional e Veteranos da Pátria.
O Chefe do Estado Maior General das FAA é o General de Aviação Altino Carlos José dos Santos. A indicação e nomeação do general Altino Carlos José dos Santos, em substituição de António Egídio de Sousa e Santos, ocorreu na reunião do Conselho de Segurança Nacional, em 20 de janeiro de 2023.
Os investimentos em modernização, equipamentos e treinamentos das FAA devem-se às grandes receitas petrolíferas de Angola. Estes investimentos têm-lhe permitido actualizar os equipamentos militares do país nos últimos anos. Nas suas fileiras servem 107 000 soldados. Quanto a gastos, esses cifraram-se, em 2013, na ordem dos 6,1 mil milhões de dólares.

## Histórico
As FAA são o resultado da transformação, em 1991, das então forças armadas regulares do Estado angolano monopartidário (sob comando único do Movimento Popular de Libertação de Angola), as Forças Armadas Populares de Libertação de Angola (FAPLA), com a aglutinação de todas tropas restantes do Exército de Libertação Nacional de Angola (ELNA) — ligado à Frente Nacional de Libertação de Angola (FNLA). Naquele momento alguns elementos das Forças Armadas de Libertação de Angola (FALA) — ligadas à União Nacional para a Independência Total de Angola (UNITA) — também foram integrados.
Em 2002 as últimas unidades beligerantes das FALA integraram-se às FAA; em 2006, por sua vez, foi a vez da integração da maior parte das Forças Armadas de Cabinda (FAC) — ligadas à Frente para a Libertação do Enclave de Cabinda (FLEC).
Em 2014 Luzia Inglês Van-Dúnem tornou-se a primeira mulher angolana a ser promovida ao cargo de general das Forças Armadas Angolanas; a promoção foi decretada pelo presidente José Eduardo dos Santos.

## Estutura
Estrutura-se em quatro ramos: Exército Angolano, Força Aérea Nacional de Angola, Marinha de Guerra Angolana e Unidade da Guarda Presidencial.

## Idade de recrutamento e ordem de recrutamento
As forças armadas de Angola são compostas, com base na lei do serviço militar, por cidadãos masculinos angolanos dos 20 aos 45 anos, com período de serviço militar mínimo de 2 anos. O serviço militar é facultado aos cidadãos masculinos dos 18 aos 20 anos e femininos de 20 a 45 anos.

## Recursos humanos
Em 2010 estimava-se que estivessem disponíveis ao serviço militar 3.062.438 homens de 16 a 49 anos e 2.964.262 mulheres de 16 a 49 anos. Enquanto isso, aptos 1.546.781 de homens e 1.492.308 mulheres.
Em 2010 a média de recursos humanos que atingiriam anualmente a idade militar eram 155.476 homens e 152.054 mulheres.